# Triathlon na Igrzyskach Afrykańskich 2019
Triathlon na Igrzyskach Afrykańskich 2019 odbywał się w dniach 24–25 sierpnia 2019 roku w Rabacie w dolinie rzeki Wadi Bu Rakrak.

## Podsumowanie

### Klasyfikacja medalowa
| Klasyfikacja medalowa | Klasyfikacja medalowa | Klasyfikacja medalowa | Klasyfikacja medalowa | Klasyfikacja medalowa | Klasyfikacja medalowa |
| Miejsce               | państwo               | Złoto                 | Srebro                | Brąz                  | Razem                 |
| --------------------- | --------------------- | --------------------- | --------------------- | --------------------- | --------------------- |
| 1                     | Maroko                | 1                     | 1                     | 0                     | 2                     |
| 2                     | Egipt                 | 1                     | 0                     | 1                     | 2                     |
| 3                     | Tunezja               | 1                     | 0                     | 0                     | 1                     |
| 4                     | Zimbabwe              | 0                     | 1                     | 1                     | 2                     |
| =                     | Algieria              | 0                     | 1                     | 1                     | 2                     |
| Razem                 | Razem                 | 3                     | 3                     | 3                     | 9                     |

### Medaliści
| Konkurencja       | 1. miejsce         | 2. miejsce                | 3. miejsce          |
| ----------------- | ------------------ | ------------------------- | ------------------- |
| Mężczyźni         | Badr Siwane        | Mohammed El Mehdi Essadiq | Oussama Hellal      |
| Kobiety           | Basmla ElSalamoney | Laurelle Elizabeth Brown  | Andie Leigh Kuipers |
| Sztafeta mieszana | Tunezja            | Algieria                  | Egipt               |